# مالك محل الحلوى (رواية)
مالك محل الحلوى (بالإنجليزية: The Sweet-Shop Owner)‏ هي رواية للكاتب الإنجليزي غراهام سويفت، نشرت عام 1980، عن دار نشر ألن لين.